# Cytokératine de type II
Les cytokératines de Type II sont des kératines présentes dans les tissus épithéliaux. Ils ont la particularités d'être basiques ou neutres (pH ≥ 7). Ils s'associent avec les cytokératines de type I pour former des filaments intermédiaires.
On retrouve, parmi les principales cytokératines de type II, les cytokératines :
- kératine 1 ;
- kératine 2 ;
- kératine 2A (non humaine) ;
- kératine 3 ;
- kératine 4 ;
- kératine 5 ;
- kératine 6 ;
- kératine 6A (non humaine) ;
- kératine 7 ;
- kératine 8.